# 1900 w polityce

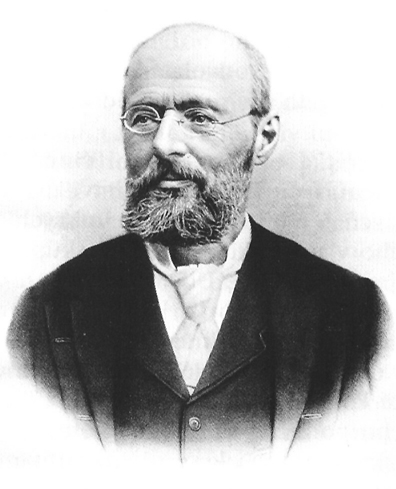
Emil Škoda

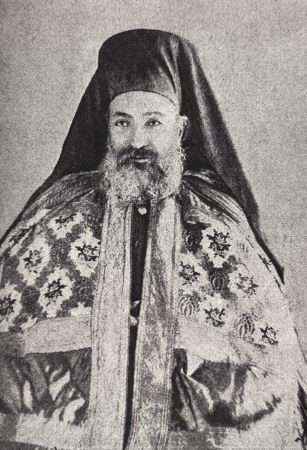
Sofroniusz III, arcybiskup Cypru

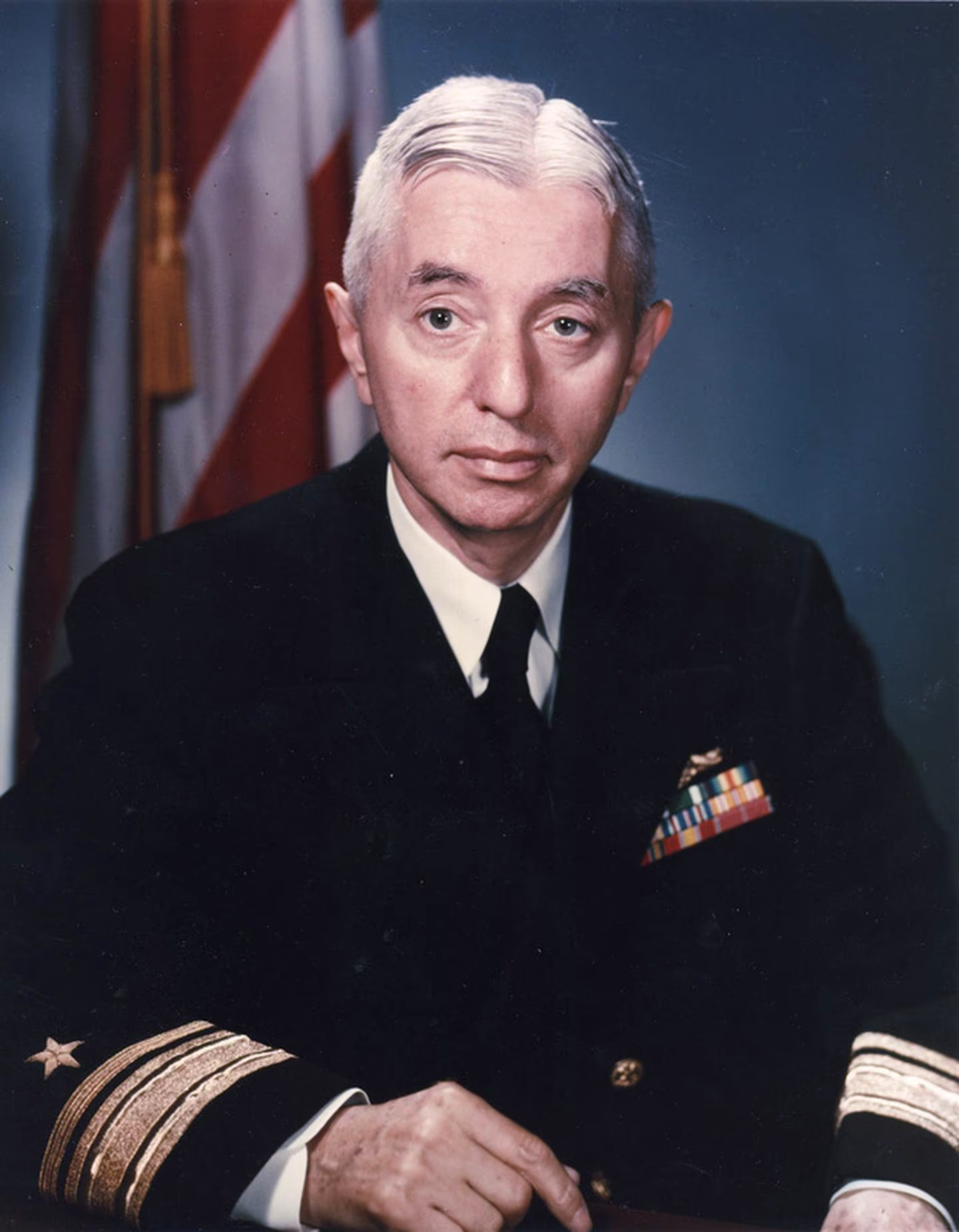
Hyman Rickover

Wydarzenia polityczne w 1900 roku.

## Styczeń
- 4 stycznia – urodził się William Young, jeden z najdłużej żyjących weteranów I wojny światowej (zm. 2007)[1][2].
- 23–24 stycznia – Wielka Brytania poniosła klęskę w bitwie o Spion Kop w czasie II wojny burskiej[3].
- 27 stycznia – urodził się Hyman G. Rickover, amerykański admirał[4][5].

## Luty
- 1 lutego – zmarł Domenico Jacobini, włoski kardynał[6].
- 13 lutego – Reichstag ratyfikował traktaty z Togo i Samoa. W myśl porozumienia z Wielką Brytanią i Stanami Zjednoczonymi podzielono archipelag Samoa. Niemcy otrzymały Togo i Zachodnie Samoa, Stany Zjednoczone zaś część wschodnią[7].
- 14 lutego – z rozkazu cara Mikołaja II w Rosji zwiększono kontrolę prasy i szkolnictwa w Wielkim Księstwie Finlandii. Była to reakcja na żądania fińskich intelektualistów, którzy domagali się wolności dla Finlandii[7].

## Marzec
- 4 marca – Kongres Stanów Zjednoczonych uchwalił ustawę o parytecie złota (Gold Standard Act). Zgodnie z ustawą oparto dolara amerykańskiego na standardzie złota, którego federalne rezerwy musiały odpowiadać wartość co najmniej 150 mln dolarów[7].

## Kwiecień
- 2 kwietnia – w Belgii wprowadzono powszechne nauczanie dzieci[7].
- 30 kwietnia – Hawaje (dotychczas samozwańcza republika, zaanektowana przez USA) uzyskały status terytorium Stanów Zjednoczonych[7].

## Maj
- 2 maja – zmarł Seweryn Morawski, arcybiskup metropolita lwowski[8].
- 22 maja – zmarł Sofroniusz III, arcybiskup Cypru[9].
- 28 maja – feldmarszałek Frederick Sleigh Roberts ogłosił aneksję Wolnego Państwa Oranii[7].
- Rosja zajęła Mandżurię.

## Czerwiec
- 9 czerwca – zmarł William Cunliffe Brooks, brytyjski polityk[10].
- 13 czerwca – zmarł Piotr II Oldenburg, pruski generał[11].

## Lipiec
- 7 lipca – zmarł Adalbert Falk, pruski minister wyznań, jeden z głównych wykonawców polityki Kulturkampfu[12].
- 9 lipca – Zgromadzenie Generalne Australii przyjęło brytyjską uchwałę Australia Commonwealth Act. Dzięki uchwale sześć kolonii australijskich od 1 stycznia 1901 roku stało się niezależnym dominium angielskim[7].
- 13 lipca – zmarł Karol Jan Szlenkier, polski przemysłowiec[13].

## Sierpień
- 8 sierpnia – zmarł Emil Škoda, czeski przemysłowiec, twórca zakładów zbrojeniowych[14].

## Wrzesień
- 12 września – Fredrik von Otter został premierem Szwecji[15].

## Październik
- 18 października – książę Berhard von Bülow został nowym kanclerzem Niemiec i premierem Prus[7].
- 25 października – Wielka Brytania ogłosiła aneksję Transwalu[7].

## Listopad
- 6 listopada – prezydent Stanów Zjednoczonych William McKinley został ponownie wybrany na urząd prezydencki. Wiceprezydentem został Theodore Roosevelt[7].

## Grudzień
- 16 grudnia – w wyniku tajnych rokowań Francja i Włochy porozumiały się w sprawie rozgraniczenia stref interesów w Afryce Północnej. Maroko stało się domeną francuską, a Libia włoską[7].